# Dicoayán
Dicoayán (Dicoayan Island ) es una isla situada en Filipinas, adyacente a la de Busuanga, isla que forma parte del grupo de Calamianes.
Administrativamente forma parte del barrio de Concepción  del municipio filipino de tercera categoría de Busuanga perteneciente a la provincia  de Paragua en Mimaro, Región IV-B.

## Geografía
Isla Busuanga es la más grande del Grupo Calamian situado a medio camino entre las islas de Mindoro (San José) y de Paragua (Puerto Princesa), con el Mar de la China Meridional a poniente y el mar de Joló a levante. Al sur de la isla están las otras dos islas principales del Grupo Calamian: Culión y Corón.
Dicoayán se encuentra en el Mar de la China Meridional, a poniente de Isla Busuanga. Esta isla tiene aproximadamente 2.000 metros de largo, en dirección norte-sur, y unos 750 metros en su línea de mayor anchura.
Dista 2.500 metros de isla Busuanga, desembocadura del río Dicalangwan, barrio de  Santo Niño.
Las islas más cercanas son las siguientes: Malcatop Oriental, 2.250 metros al nordeste; Malcatop, 350 metros a poniente;  Calumboyán, 350 metros al sur; Tantangón, en la bahía de Guro, barrio de Sagrada, 1.560 metros al norte.
Forman parte del barrio de Concepción, cuya sede se encuentra en isla de Busuangán, las siguientes islas e islotes: Pagtenga o Cay del Norte, Pagbinit o Cay del Sur, Maltatayoc, Dicilingán, Dasilingán (Dicilingán Maliit) , Horse, Malcatop, Malcatop Oriental, Dicoayán y Calumboyán.